# Гришкино (Бокситогорский район)
Гришкино — деревня в Лидском сельском поселении Бокситогорского района Ленинградской области.

## История
По земской переписи 1895 года:

  
ГРИШКИНО — посёлок, крестьяне собственники земли: хозяйств  — 2, жителей: 8 м. п., 8 ж. п., всего 16 чел.

В конце XIX — начале XX века деревня административно относилась к Верховско-Вольской волости 1-го земского участка 3-го стана Устюженского уезда Новгородской губернии.

ГРИШКИНО — деревня Потокского сельского общества, число дворов — 4, число домов — 7, число жителей: 12 м. п., 14 ж. п.; Занятие жителей: земледелие, лесные заработки. Белозерский тракт. Река Лидь. Часовня. Мелочная лавка. Смежна с усадьбой Гришкино.

ГРИШКИНО — усадьба Н. В. Дмитриева, число дворов — 1, число домов — 1, число жителей: 2 м. п., 2 ж. п.; Занятие жителей: сторожа. Белозерский тракт. Река Лидь.

ГРИШКИНО — усадьба Д. Ф. Андро, число дворов — 1, число домов — 1, число жителей: 4 м. п., 3 ж. п.; Река Лидь. Урядник, кирпичный завод, смежна с усадьбой Гришкино. (1910 год)

В пяти верстах от деревни на реке Лидь находился Гришкинский лесопильный завод, принадлежащий Д. Ф. Андро.

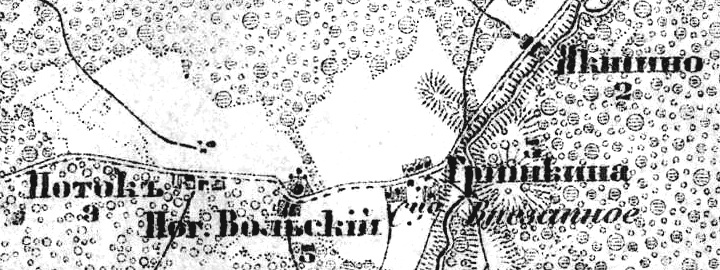
Деревня Гришкино на карте 1917 года

Согласно военно-топографической карте Новгородской губернии издания 1917 года деревня называлась Гришкина и состояла из 3 крестьянских дворов.
С 1917 по 1927 год деревня входила в состав Советской волости Устюженского уезда Череповецкой губернии. 
С 1927 года, в составе Потокского сельсовета Ефимовского района.
По данным 1933 года деревня Гришкино входила в состав Потокского сельсовета Ефимовского района.
С 1965 года, в составе Бокситогорского района. В 1965 году население деревни составляло 112 человек.
По данным 1966 и 1973 годов деревня Гришкино также входила в состав Потокского сельсовета Бокситогорского района.
По данным 1990 года деревня Гришкино входила в состав Подборовского сельсовета.
В 1997 году в деревне Гришкино Подборовской волости проживали 33 человека, в 2002 году — 29 человек (русские — 97 %).
В 2007 году в деревне Гришкино Подборовского сельского поселения проживали 23 человека, в 2010 году — 25 человек. 
Со 2 июня 2014 года — в составе вновь созданного Лидского сельского поселения Бокситогорского района.
В 2015 году в деревне Гришкино Лидского СП проживали 15 человек.

## География
Деревня расположена в восточной части района на автодороге 41К-033 (Сомино — Ольеши).
Расстояние до посёлка Подборовье — 12 км.
Расстояние до ближайшей железнодорожной станции Заборье — 7,5 км. Ближайший остановочный пункт — платформа 7 км.
Деревня находится на правом берегу реки Лидь.

## Демография
| 1997 | 2002 | 2007 | 2010 | 2017 |
| ---- | ---- | ---- | ---- | ---- |
| 33   | ↘29  | ↘23  | ↗25  | ↘13  |

## Инфраструктура
На 1 января 2016 года в деревне было зарегистрировано 13 домохозяйств.

## Достопримечательности
Каменная церковь во имя Тихвинской иконы Божией Матери с приделами Архангела Михаила и великомученика Георгия Победоносца была возведена между деревнями Гришкино и Поток в 1822 году. В 1934 году церковь была закрыта. Храм возвращён церкви в качестве приписного к Петропавловской церкви в селе Сомино и действует с 1997 года. Внешний вид церкви полностью восстановлен.